# Alejandro Gorostiaga
Alejandro Gorostiaga Orrego (La Serena; 12 mai 1840 - † Santiago du Chili; 30 octobre 1912) est un militaire chilien. Il s'illustre particulièrement durant la guerre du Pacifique (1879-1884), lors de laquelle il remporte une victoire décisive sur l'armée péruvienne commandée par le général Andrés Cáceres à Huamachuco le 10 juillet 1883.